# 애플 프로도스
프로도스(ProDOS)는 애플 II 시리즈의 개인용 컴퓨터를 대상으로 하는 2개의 유사한 운영 체제의 이름이다. 오리지널 프로도스의 이름은 버전 1.2의 프로도스 8(ProDOS 8)이며 모든 8비트 애플 II 시리즈 컴퓨터에서 사용할 수 있는 마지막 공식 운영 체제이며, 1983년부터 1993년까지 배포되었다. 다른 하나인 프로도스 16(ProDOS 16)은 16비트 애플 IIGS의 임시방편의 솔루션이었으며 2년 후 GS/OS에 의해 대체되었다.
프로도스는 애플이 프로페셔널 디스크 운영 체제(Professional Disk Operating System)라는 의미로 마케팅한 것이며 1983년 1월 출시 후 10개월 째 되던 날 애플 II 시리즈의 컴퓨터의 가장 대중적인 운영 체제가 되었다.

## 같이 보기
- 애플 도스
- 애플 GS/OS